# Paula Risikko
Paula Sinikka Risikko, nata Pelttari (Ylihärmä, 4 giugno 1960), è una politica finlandese, esponente del Partito di Coalizione Nazionale, presidente dell'Eduskunta dal 2018 al 2019 e ministra dell'interno dal 2016 al 2018.

## Biografia
Laureatasi in medicina presso l'Università di Seinäjoki, studia poi infermieristica all'Università di Oulu, conseguendo un master in sanità presso l'Università di Kuopio (l'attuale Università della Finlandia orientale) e un dottorato presso all'Università di Tampere.

### Carriera
Candidata parlamentare alle elezioni del 2003 per la circoscrizione di Vaasa, vince il seggio col Partito di Coalizione Finlandese. L'anno seguente diviene vicepresidente del partito, occupando la carica fino al 2008.
Riconfermata parlamentare nel 2007, nello stesso anno viene anche nominata dal ministro capo Matti Vanhanen ministra della sanità e dei servizi sociali. Nonostante il cambio del primo ministro nel 2010, e quindi anche del governo, Paula Risikko viene confermata ministra.
Candidata per la guida del partito in vista delle elezioni parlamentari, viene invece battuta da Jyrki Katainen. Alle elezioni del 2011 viene eletta e rimane all'Eduskunta. Con la vittoria anche alle elezioni di quest'ultimo viene riconfermata ministra ma di un diverso dicastero, quello degli affari sociali e della salute.
Rimane in carica fino al giugno 2014 quando, con il cambio di governo, diventa ministro capo il politico Alexander Stubb. In tale data Paula Risikko diviene titolare del ministero dei trasporti e delle municipalità.
Alle parlamentari del 2015 è nuovamente eletta. È nominata, inoltre, vicepresidente del parlamento. L'anno seguente, a seguito di un rimpasto di governo, subentra al posto di Petteri Orpo e diventa ministra dell'interno. Resta in carica fino al 5 febbraio 2018, data in cui viene sostituita da Kai Mykkänen, perché scelta per ricoprire l'incarico di presidente dell'Eduskunta.
Occupa la posizione di presidente del parlamento fino all'aprile 2019, periodo in cui avvengono le elezioni, elezioni nelle quali è riconfermata.
Quattro anni dopo, nel 2023 vince nuovamente il seggio alle parlamentari.

## Vita privata
Sposata dal 2000 con Heikki Risikko, dal quale ha preso il cognome, hanno adottato nel 2006 una bambina originaria della Cina.